# Callum Wilson
Callum Eddie Graham Wilson (* 27. Februar 1992 in Coventry) ist ein englischer Fußballspieler, der beim Erstligisten West Ham United unter Vertrag steht.

## Karriere

### Coventry City
Der aus der eigenen Jugendakademie stammende Callum Wilson debütierte am 12. August 2009 für Coventry City bei einer 0:1-Heimniederlage gegen Hartlepool United im League Cup 2009/10. Nach seinem Ligadebüt in der Saison 2010/11 kam er in der Football League One 2012/13 in elf Ligaspielen zum Einsatz und erzielte am 12. März 2013 gegen Colchester United seinen ersten Pflichtspieltreffer für seinen Heimatverein. In der Football League One 2013/14 avancierte er zum Stammspieler für den Tabellenachtzehnten. Mit 21 Toren in 37 Ligaspielen gehörte er zu den vier besten Torschützen der dritten Liga.

### AFC Bournemouth
Am 4. Juli 2014 gab der AFC Bournemouth die Verpflichtung von Callum Wilson bekannt. Für sein neues Team erzielte er 20 Treffer in der Football League Championship 2014/15 und hatte damit einen wesentlichen Anteil am Gewinn der Zweitligameisterschaft und dem Aufstieg in die Premier League.

### Newcastle United
Wie sein Teamkollege Ryan Fraser wechselte auch Wilson im Sommer 2020 zu Newcastle United. Er unterschrieb einen Vertrag bis 2024. Für seine neue Mannschaft erzielte er zwölf Treffer in der Premier League 2020/21 und wurde damit direkt bester Torschütze seiner Mannschaft. Im Sommer 2025 verließ er den Verein.

### West Ham United
Im August 2025 unterschrieb Wilson einen Einjahresvertrag bei West Ham United.

### Englische Nationalmannschaft
Im November 2014 wurde Wilson erstmals für die englische U21-Nationalmannschaft nominiert. Sein erstes Pflichtspiel bestritt er am 17. November 2014 bei einer 2:3-Niederlage gegen die französische U-21-Nationalmannschaft, als er in der 66. Minute für Harry Kane eingewechselt wurde. Wilson debütierte am 15. November 2018 für die englische A-Nationalmannschaft beim 3:0-Sieg gegen die USA und erzielte dort auch seinen ersten Länderspieltreffer zum Endstand.
Im Jahr 2022 wurde er in den englischen Kader für die Fußball-WM in Katar berufen.

## Titel und Erfolge
- Zweitligameisterschaft 2014/15 mit dem AFC Bournemouth
- Spieler des Monats der zweiten Liga: Oktober 2014[10]